# Real Jardín Botánico de Kew
El Real Jardín Botánico de Kew (en inglés Royal Botanic Gardens, Kew), llamado comúnmente Jardines de Kew (Kew Gardens), es un extenso jardín botánico con invernaderos, de 120 hectáreas de superficie, que se encuentra entre Richmond upon Thames y Kew, en el suroeste de Londres, Inglaterra. Su director ahora es el profesor Stephen D. Hooper. Tiene 700 empleados y su presupuesto en 2006 fue de 44 000 000 de libras esterlinas.

## Enlaces externos

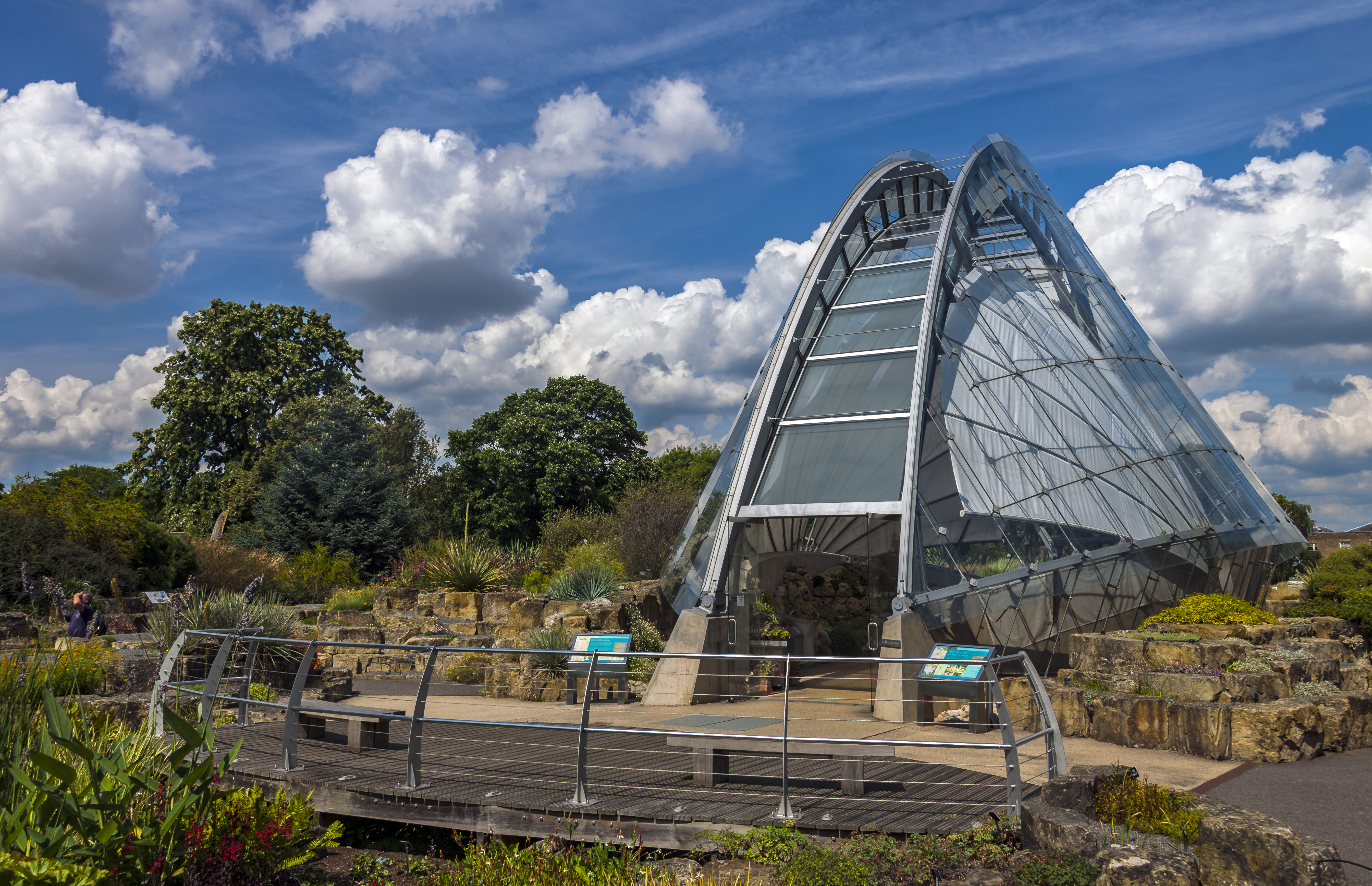
Casa alpina (2018)

## Historia
El Real Jardín Botánico de Kew tiene su origen en dos propiedades distintas: los Richmond Gardens que pertenecían a la Corona, y los Kew Gardens, que estaban en manos de particulares. Ambas se situaban al norte del actual municipio de Richmond upon Thames.

### De la Edad Media a los Estuardo (siglos XIV-XVII)

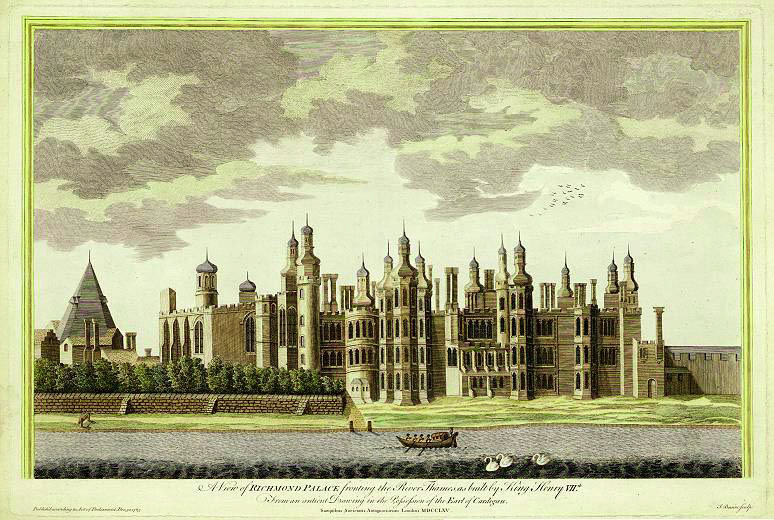
El palacio de Richmond en época Tudor.

Desde el siglo XIV, los monarcas ingleses habían mostrado predilección por Richmond (entonces llamado Sheen). Eduardo III murió en 1377 en su palacio de Sheen, Enrique IV (1399-1413) ordenó más tarde su destrucción y Enrique V (1413-1422) su restauración. El primer monarca Tudor, Enrique VII (1485-1509), residió con frecuencia en el palacio, hasta que éste ardió. El rey ordenó reconstruirlo en estilo Tudor y rebautizó Sheen con el nombre de "Richmond". Con Enrique VIII (1509-1547), el palacio de Richmond perdió relevancia frente al recién adquirido palacio de Hampton Court. María I (1553-1558) e Isabel I (1558-1603) lo usaron habitualmente dada su cercanía a Londres y en el palacio murió esta última en 1603.
Con la llegada al trono inglés de Jacobo I (1603-1625) y la casa de Estuardo, Richmond volvió a perder relevancia como casa de campo frente al nuevo palacio de Theobalds adquirido por el monarca. Richmond pasó entonces a ser propiedad del príncipe de Gales (futuro Carlos I), éste, siendo ya rey, creó en Richmond un importante coto de caza, el Richmond Park situado al sur y cerrado por un muro perimetral. Tras los daños sufridos durante la Guerra Civil (1642-1651) y la Mancomunidad (1649-1660), el palacio de Richmond fue decayendo lentamente, siendo derribado durante al segunda mitad del siglo XVII. Tras su desaparición, la propiedad real quedó dividida en dos grandes espacios verdes, el Old Deer Park al norte y el Richmond Park al sur.

### El periodo georgiano (sigloXVIII)
La desaparición del palacio de Richmond no supuso el fin del interés regio en la propiedad, si bien durante el reinado de Jorge I (1714-1727) se prefirió Hampton Court. En 1718, el príncipe de Gales, futuro Jorge II (1727-1760), y su esposa la princesa Carolina se instalaron en verano en la casa de campo del duque de Ormond en el Old Deer Park. La casa se rebautizó Richmond Lodge y los jardines Richmond Gardens en honor al viejo palacio. Carolina, reina consorte desde 1727, realizó importantes transformaciones en los jardines, inspirándose en los de su infancia en Charlottenburg y Herrenhausen y con un objetivo claro: "ayudar a la naturaleza, no diluirla en creaciones artísticas". A tal efecto contó con la ayuda de Charles Bridgeman, quien, además de los modelos alemanes de Carolina, también aportó las tendencias presentes en los jardines ingleses de la época: fuentes italianas, perspectivas francesas y la topiaria holandesa. Asimismo, el arquitecto William Kent edificó varios caprichos, como una lechería, una ermita, el Pabellón de la Reina o la Cueva de Merlín, una casa rústica decorada con figuras a tamaño real.
Tras la temprana muerte de la reina Carolina en 1737, Jorge II y su corte siguieron frecuentando el lugar, pero solo los sábados de verano para almorzar y pasear.

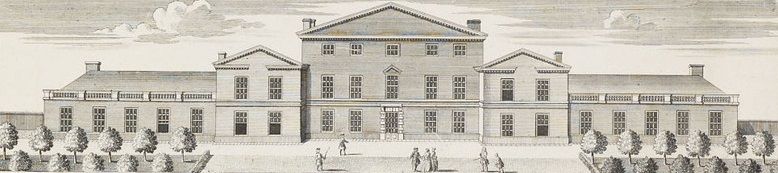
La White House de Kew.

Paralelamente, en 1731, el príncipe de Gales, Federico de Hanover, deseoso de alejarse de sus padres, alquiló a la familia Capell una propiedad en Kew que constaba de unos afamados jardines y de la llamada Kew House, que probablemente databa del reinado de Isabel I. William Kent fue llamado a ampliar y a redecorar la mansión, que vio sustituida su fachada de ladrillos por otra enfoscada de blanco, y por ellos pasó a llamarse White House. La nueva casa fue inaugurada en 1736 por el príncipe Federico y su nueva esposa la princesa Augusta, y al jardín se añadieron plantas exóticas y elaboradas esculturas mitológicas.
Kew se convirtió en la corte veraniega de los príncipes de Gales y en una alternativa a la corte real de Jorge II en la vecina Richmond Lodge. Tras la inesperada muerte de Federico en 1751, la princesa viuda Augusta siguió alquilando Kew. A partir de entonces, realizó grandes transformaciones y embellecimientos en los jardines siguiendo los consejos de su confidente lord Bute; fue este último quien sugirió encargar al, aún desconocido, arquitecto William Chambers el diseño de varios caprichos.
Con el ascenso de Jorge III al trono, se mantuvo la preeminencia de Richmond-Kew como principal residencia veraniega de la familia real, donde podía vivir de forma sencilla y familiar lejos del ceremonial de la corte de St. James. En un principio, el monarca y su esposa la reina Carlota se instalaron en la Richmond Lodge, pero como la casa resultaba pequeña se mudaron a la White House, aún alquilada a los Capell. Cuando ésta también quedó pequeña, la vecina Dutch House, que ya habían usado la reina Carolina y la princesa Augusta, también fue alquilada para servir de "guardería real". Más tarde se destinaría a residencia de joven príncipe de Gales, futuro Jorge IV.

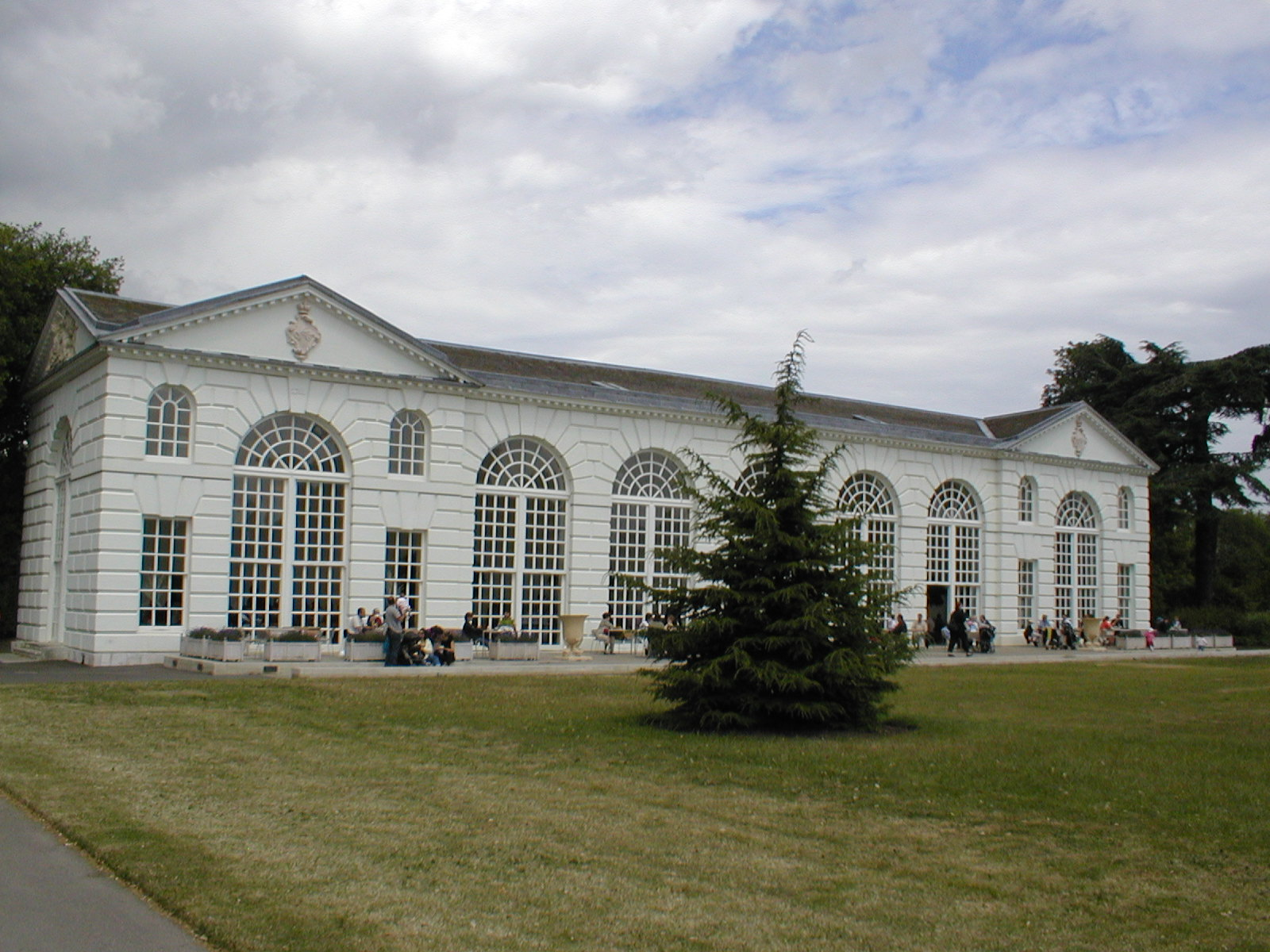
The Orangery (el naranjal).

### Los siglosXIX-XX

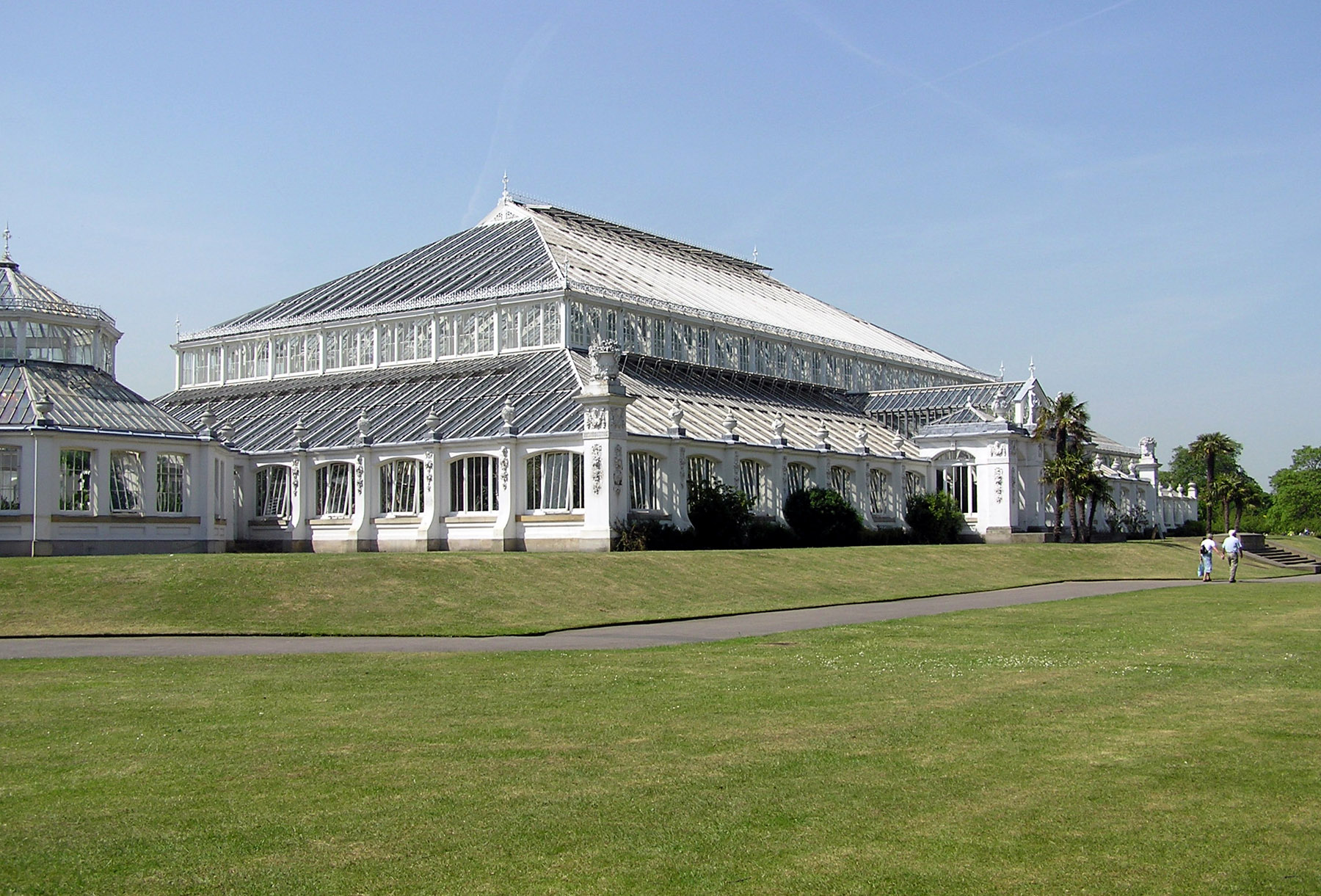
La casa templada ("The Temperate House"). Este invernadero tiene una superficie el doble de grande que "La Casa de la Palmera" ("The Palm House") y es la estructura victoriana en cristal y hierro fundido más grande de todas las que se conservan.

El rey Jorge III enriqueció los jardines, ayudado por el buen hacer de William Aiton y de sir Joseph Banks. El antiguo caserón de Kew fue demolido en 1802. La "Dutch House" ("Casa Holandesa") adjunta fue adquirida por Jorge III en 1781 como guardería para los infantes reales. Es una estructura de simples ladrillos desnudos, actualmente conocida como "The Kew Palace" ("Palacio de Kew").
En 1840 los jardines cambiaron su estatus a jardín botánico nacional. Bajo el nuevo director de Kew, William Hooker, los jardines se ampliaron a 30 ha, y los lugares de paseo, o arboretum, hasta 109 ha, y más tarde siguieron aumentando hasta las actuales 120 ha.
"La Casa de la Palmera" (The Palm House) fue construida por el arquitecto Decimus Burton y el fundidor Richard Turner entre 1841 y 1849, siendo la primera gran estructura de hierro fundido que se edificó en Inglaterra. "La Casa Templada" (The Temperate house), que es el doble de grande, le siguió más tarde en el siglo XIX. Es actualmente la mayor estructura victoriana de hierro y cristal que existe.
Kew fue el lugar donde se hizo el acertado intento, en el siglo XIX, de propagar el cultivo de los árboles del caucho fuera de Suramérica.
En 1987 se inauguró el tercer mayor invernadero, el invernadero Princess of Wales (inaugurado por la princesa Diana en conmemoración de la relación que tuvo su antecesora Augusta con Kew), que comprende 10 zonas climáticas diferentes.
En julio de 2003, se incluyeron en la lista de sitios Patrimonio de la Humanidad por la Unesco.

## Los jardines de Kew en la actualidad

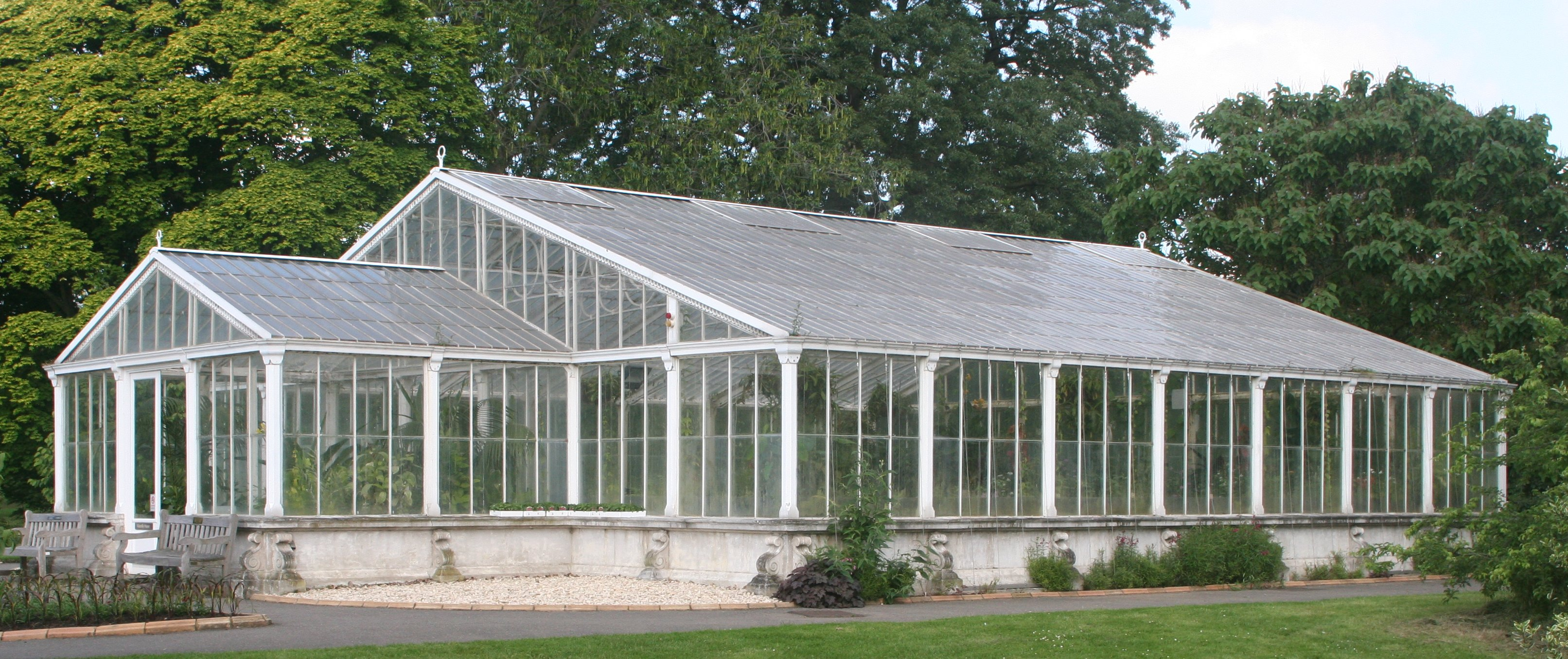
La Casa de los nenúfares (Water Lily House).

Los jardines de Kew son un centro puntero en la investigación botánica, un lugar de entrenamiento para los jardineros profesionales y un lugar atractivo para los visitantes. Los jardines están distribuidos de manera informal, con unas zonas más elaboradas. Hay grandes invernaderos, un herbario y una biblioteca. Kew es un lugar muy importante como generador de semillas; es uno de los más importantes bancos de semillas del mundo. Esta institución coopera con el Herbario de la Universidad de Harvard y con el Herbario Nacional de Australia, en la base de datos del IPNI, que genera una fuente de información autorizada sobre la nomenclatura de las plantas.

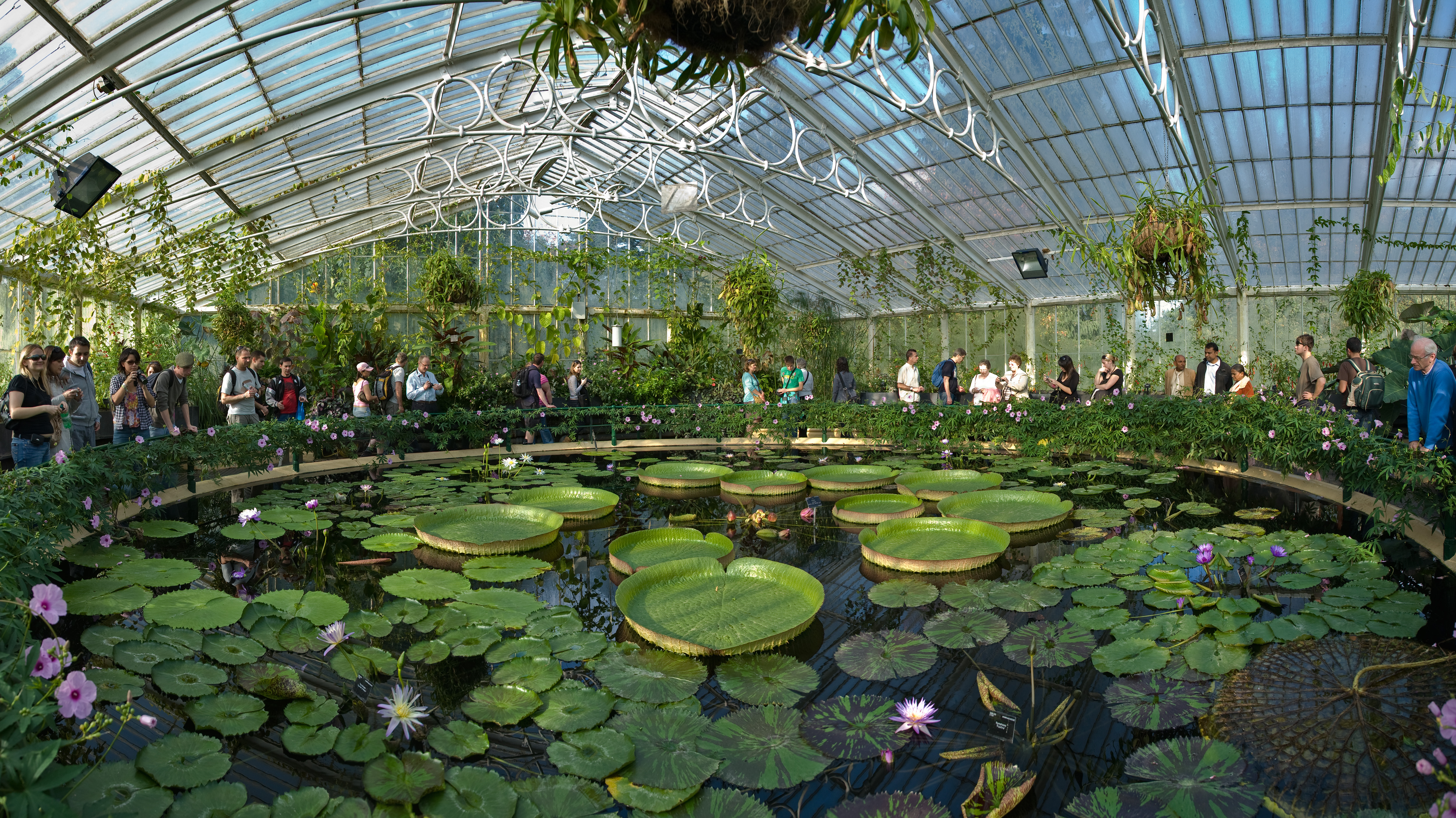
Dentro de la casa de los nenúfares.

A pesar de las desfavorables condiciones de desarrollo para las plantas (contaminación atmosférica de Londres, terrenos secos y poca lluvia), este jardín sigue albergando una de las colecciones de plantas británicas más completas y amenas de ser visitadas. En un intento de regenerar las colecciones fuera de estas condiciones desfavorables, Kew ha creado dos estaciones exteriores, una en Wakehurst Place en Sussex y otra (adjunta con la "Comisión Forestal") Bedgebury Pinetum en Kent, esta última especializada en el desarrollo de coníferas.
Hay una tarifa de entrada especial para los infantes. Las estaciones de tren y del metro de Londres más próximas son Kew Gardens station (District Line y London Overground).

## Estatuas

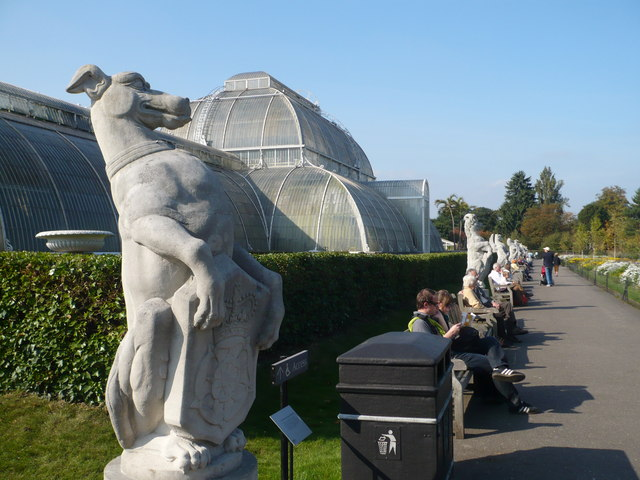
"Los Animales de la Reina" ("The Queen's Beasts").

Próximo a "La Casa de la Palmera" se encuentra una fila de diez estatuas de animales con escudos heráldicos. Estas estatuas se llaman "Los Animales de la Reina" (The Queen's Beasts) y representan el linaje de la reina Isabel II. Están labradas en piedra de Portland, y son réplicas de originales hechos por James Woodford para la coronación de la reina en 1953. Los animales son: el león de Inglaterra; el grifo del rey Eduardo III; el halcón de la Casa de Plantagenet; el toro negro de Clarence; el león blanco de Mortimer; el eale de Beaufort; el galgo de Richmond; el dragón de Gales; el unicornio de Escocia; y el caballo blanco de Hannover.

## Pagoda

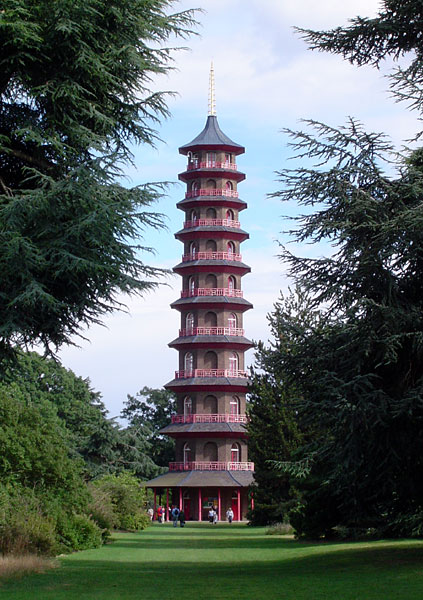
La Pagoda.

En el sudeste de los jardines de Kew se encuentra la Gran Pagoda, erigida en el año 1762, a partir de un diseño imitando la arquitectura China del periodo Tang. El más bajo de los 10 niveles octogonales tiene 15 metros (49 pies) de diámetro. La altura de toda la estructura, desde la base hasta el punto más alto es de 50 metros (163 pies).
Cada planta de la Pagoda está rematada con un tejado saliente, a la manera china, cubiertas con placas de hierro bruñido de diferentes colores, y a lo largo de cada una de las plantas se encuentra una galería cerrada, con un pasadizo. Hasta el medio del siglo XIX, todos los ángulos del tejado estaban adornados con unos enormes dragones, ochenta en total, cubiertos con una especie de cristal fino de varios colores. Los muros del edificio son de ladrillos resistentes. La escalera se encuentra en el centro del edificio.

## Museos y galería
Cerca de la "Palm House" hay un edificio conocido como "Museum n.º 1" que fue realizado por Decimus Burton y abierto al público en 1857. Su intención era la de mostrar como la humanidad depende de las plantas, e incluye las colecciones de Kew que muestran los derivados de plantas utilizados en objetos de útiles de la vida diaria incluye, herramientas, ropas, ornamentos, alimentos, y medicamentos. El edificio fue remodelado en 1998. Las dos plantas superiores son ahora un centro educativo y la planta baja presenta la exposición "Plants+People" (Plantas+Gente), que nos muestra la variedad de plantas a lo largo del mundo y los modos diversos que la gente hace uso de ellas.
La "Galería Marianne North" cuyo propósito inicial cuando se construyó en 1880 era el de albergar las pinturas de Marianne North, quien viajó por Norteamérica, Suramérica y numerosas partes de Asia pintando plantas. Hay unas 832 pinturas.

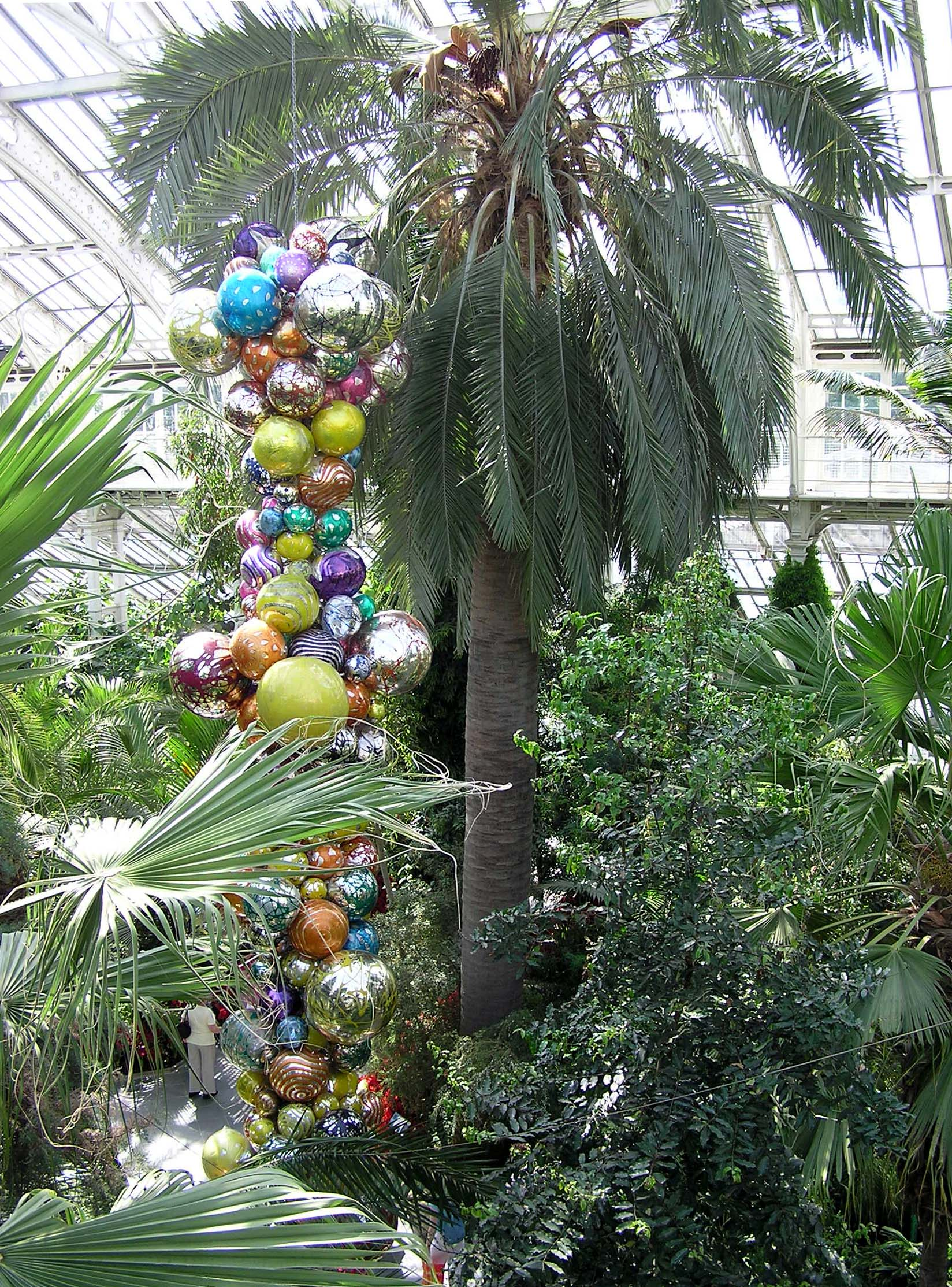
La especie chilena "Palma de coquitos" (Jubaea chilensis) de Kew, es la planta interior más alta del mundo.

Como resultado del festival de Japón de 2001, Kew adquirió una casa de madera japonesa llamada minka. Estaba originalmente en el 1900 en un suburbio de Okazaki. Obreros japoneses reensamblaron la estructura y constructores británicos que habían trabajado en el Globe Theatre añadieron los paneles de lodo del muro.

## Actividades
El Real Jardín Botánico de Kew es miembro del Unión Internacional de Jardines Botánicos para la Conservación (BGCI), presentando trabajos para la Agenda Internacional para la Conservación en los Jardines Botánicos.
El proyecto Planstastic: Es una zona del jardín donde hay setas gigantes y cosas para jugar.
En Wakehurst, se encuentra el Proyecto de Banco de Semillas del Milenio, el proyecto de conservación más ambicioso del mundo, establecido firmemente; con la Loder Valley Nature Reserve que comprende tres tipos importantes de hábitat local; arbolado, praderas y humedal; y la Francis Rose Reserve, que es probablemente la primera reserva de naturaleza dedicada a los musgos, hepáticas, líquenes y helechos (criptógamas) en Europa.
El Real Jardín Botánico de Kew, a través del Proyecto de Banco de Semillas del Milenio, coordina el ENSCONET.